# Serrat del Pedrós
El Serrat del Pedrós és una serra situada al municipi de la Vall de Bianya a la comarca de la Garrotxa, amb una elevació màxima de 1.100 metres.